# Подобєдов Сергій Миколайович
Подобєдов Сергій Миколайович (нар. 29 червня 1956, м. Дніпропетровськ (нині Дніпро)) — український політик. Народився 29 червня 1956 р.
Чл. СДПУ(о); чл. Політради СДПУ(о) (з 03.2003).
Н. 29.06.1956 (м. Дніпропетровськ); дружина Віра Миколаївна (1955); дочки Тетяна (1980) і Поліна (1986).
Осв.: Дніпроп. ін-т інж. залізн. транспорту; Держ. академія сфери побуту та послуг Рос. Федерації (м. Москва), економіст, «Фінанси і кредит».
03.2006 канд. в нар. деп. України від «Опозиційного блоку НЕ ТАК!», № 47 в списку, чл. СДПУ(О).
Народний депутат України 4 склик. 04.2002-04.2006 від СДПУ(О), № 16 в списку, член СДПУ(О). Чл. фракції СДПУ(О) (з 05.2002), чл. Ком-ту з питань аграрної політики та земельних відносин (з 06.2002).
Народний депутат України 3 склик. 03.1998-04.2002, виб. окр. № 197, Черкас. обл. На час виборів: президент ТОВ "Концерн «Нафтоенерго», безпартійний. Чл. фракції НДП (05.1998-01.2000), чл. групи «Відродження регіонів» (01.2000-04.2001), чл. фракції Партії «Демократичний союз» (04.-07.2001), позафр. (07.-11.2001), чл. фракції СДПУ(О) (з 11.2001); чл. Комітету з питань аграрної політики та земельних відносин (з 07.1998).
- 1975—1977 — лаборант, Всесоюз. науково-дослід. трубний ін-т, м. Дніпропетровськ.
- 1977—1981 — електромеханік, упр. «Дніпропетровськліфт», м. Дніпропетровськ.
- 1981—1986 — слюсар-монтажник, упр. «Київліфт-5», м. Черкаси.
- 1986—1992 — слюсар-монтажник, упр. «Черкасиліфт».
- 1994—1997 — директор, ТОВ «Нафтоенерго».
- 1997—1998 — президент, ТОВ "Концерн «Нафтоенерго».

Захопл.: шахи, футбол, теніс, філософія, рос. література.